# Монументскульптура
Монументскульптура (Ленинградский ордена Трудового Красного Знамени экспериментальный завод художественного литья «Монументскульптура» имени М. Г. Манизера) — санкт-петербургский завод художественного литья. Производит произведения монументального искусства в бронзе, граните, мраморе.

## История
Завод создан в 1922 году на базе бывшей частной литейной мастерской. При государственном меднообрабатывающем заводе «Красный Выборжец» в 1924 году был организован «Художественный монументальный бронзолитейный отдел». В 1932 году эта литейная мастерская, тиражировавшая для населения скульптурные портреты вождей революции, стала называться «Мастерской художественного литья комбината наглядной агитации и пропаганды» Ленсовета. В 1937 году мастерская была размещена на территории Волковского кладбища — в здании реконструированного главного кладбищенского храма. В 1939 году мастерская получила новое официальное название — завод бронзового и чугунного литья «Монументскульптура». В 1970 году заводу было присвоено имя М. Г. Манизера.
В годы блокады на заводе было отлито более 80 тысяч деталей для миноискателей и радиоаппаратуры, изготавливались корпуса противотанковых гранат и мин.
Минимущество России распоряжением от 21 мая 1999 года № 684-р закрепило за Российской академией художеств на правах оперативного управления имущество, находившееся на балансе завода «Монументскульптура».

## Наиболее известные работы завода
- 1940 — Памятник Ленину в Ульяновске [2].
- 1949 — «Воин-освободитель», монумент в берлинском Трептов-парке.
- Скульптурная композиция «Самсон, раздирающий пасть льва», Петергоф. Воссоздана специалистами завода взамен утраченной в годы оккупации[1].
- Скульптурная композиция «Легендарная тачанка», Каховка.
- Памятник Ленину в Минске, в 1945 году отлит по сохранившимся эскизам взамен уничтоженного фашистами в годы оккупации.
- Скульптура Ленина для памятника в Риге, 1950 год, арх.: Э. Е. Шталберг, ск.: В. Я. Боголюбов и В. И. Ингал, демонтирована.
- Скульптура «Пётр I» (авт. М. М. Антокольский), 1957 год. Установлена в Петергофе[3].
- Скульптура В. И. Ленину авторы В. С. Зайков и Л. Н. Головницкий, 1959 год установлен в Челябинске.
- 1959 — Памятник М. И. Калинину в Калининграде. Изготовлен по проекту скульптора Б. В. Едунова и архитектора А. В. Гулеева.
- 1960 — Памятник А. П. Чехову (авт. И. М. Рукавишников), 1960 год. Таганрог[4].
- 1966- бюст ''П. И. Чайковский'' автор Л.Торич
- 1967 — Памятник Салавату Юлаеву в Уфе.
- 1977 — Памятник Черняховскому в Черняховске.
- 2003 — Памятник Александру III (Иркутск). Воссоздание.
- 2006 — «Слеза скорби» (авт. З. Церетели), установлен в Бейонне.

## Государственные награды завода
- 1972 — Орден Трудового Красного Знамени